# Seighford
Seighford is een civil parish in het bestuurlijke gebied Stafford, in het Engelse graafschap Staffordshire. In 2001 telde het dorp 1750 inwoners. Seighford komt in het Domesday Book (1086) voor als 'Cesteforde'.